# Astyanax argyrimarginatus
Astyanax argyrimarginatus, popularmente conhecido como lambari-do-rabo-amarelo, é uma espécie de peixe caracídeo, pertencente ao gênero Astyanax. É endêmica ao Brasil, ocorrendo nos estados de Mato Grosso e Goiás. Inicialmente, acreditava-se que estava restrita ao sistema fluvial Tocantins-Araguaia, mas um estudo de 2012 ampliou seu alcance para incluir também o Rio Xingu. Sua relativa abundância e presença em alguns locais protegidos significa que não está ameaçada de extinção.
Esta espécie faz parte de um complexo centrado em torno do congênere Astyanax bimaculatus. Visualmente, apresenta semelhanças com outras espécies que integram o complexo, incluindo nadadeiras avermelhadas e uma mancha umeral escura, mas sua característica mais marcante é uma faixa lateral preta com bordas prateadas brilhantes. Essa faixa é a origem do seu nome científico, que significa “borda prateada”.

## Taxonomia
Astyanax argyrimarginatus foi originalmente descrita em 1999 pelo ictiólogo brasileiro Valdener Garutti. Dadas as semelhanças morfológicas com vários outros membros do gênero, Garutti atribuiu a espécie ao complexo de espécies Astyanax bimaculatus, onde permanece até hoje, ao lado de várias outras espécies.
Na pesquisa genética, descobriu-se que A. argyrimarginatus apresenta semelhanças cariotípicas (cromossômicas) com congêneres A. bimaculatus e A. altiparanae. Isto não é incomum, considerando que A. altiparanae está no complexo de espécies A. bimaculatus com as outras duas. É improvável, entretanto, que A. argyrimarginatus seja sinônimo de qualquer espécie conhecida; pode ser identificada fortemente através da informação genética, utilizando uma técnica conhecida como código de barras de DNA.

### Etimologia
O epíteto específico tem origem no grego. A palavra "argyros" significa "prata" e "marginatus" significa "bordeado"; isso se refere ao forro prateado ao redor da faixa lateral preta. O nome do gênero, Astyanax, é uma alusão à Ilíada, na qual apareceu um guerreiro troiano chamado Astyanax. O motivo desta alusão não ficou claro no texto nominal, mas pode ter origem nas escamas da espécie-tipo Astyanax argentatus, que são grandes e prateadas, como uma armadura ou um escudo.
Em termos de nome comum, A. argyrimarginatus é uma das muitas espécies de pequenos peixes às vezes chamados de "lambari" na América do Sul.

## Descrição

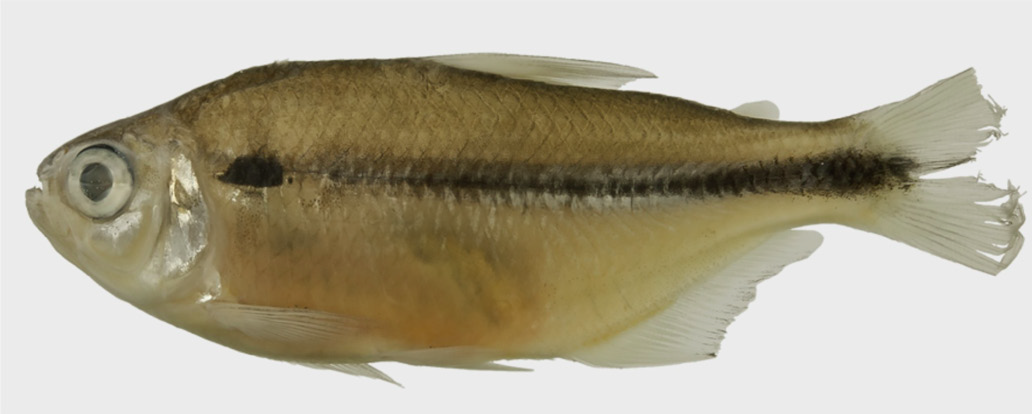
Um espécime preservada de Astyanax argyrimarginatus. Observe o contorno prateado na faixa lateral, que ainda é visível após a preservação

Astyanax argyrimarginatus atinge um máximo de 4.5 cm (1.8 in) comprimento padrão (SL). Existem 42–46 escamas na linha lateral, 27–31 raios na barbatana anal, e um único dente no osso maxilar; o pré-maxilar apresenta vários dentes multicúspides. A cabeça tem em média 26,8% do comprimento do corpo e o olho é grande, ocupando 34–38% do comprimento da cabeça.
As escamas são prateadas. As barbatanas são em grande parte vermelhas, com coloração mais intensa na barbatana caudal e nos raios anteriores da barbatana anal. Há uma mancha umeral escura em formato oval horizontal e duas barras verticais marrom-escuras na mesma região do corpo. Uma mancha escura no pedúnculo caudal se estende até as pontas dos raios médios da nadadeira caudal. Talvez a característica mais marcante seja a faixa lateral escura, que possui uma borda prateada brilhante.

### Dimorfismo sexual
Nas barbatanas anais dos machos maiores que 7.5 cm (3.0 in), ganchos ósseos estão presentes. Esta é uma característica não incomum em toda a família Characidae. Caso contrário, poucas diferenças morfométricas ou de coloração podem ser discernidas após o exame. Alguns congêneres demonstram casos mais dramáticos de dimorfismo sexual, como A. aramburui; os machos maduros apresentam os mesmos ganchos ósseos, mas também apresentam pequenas saliências carnudas na cabeça e nas escamas.

## Distribuição e ecologia

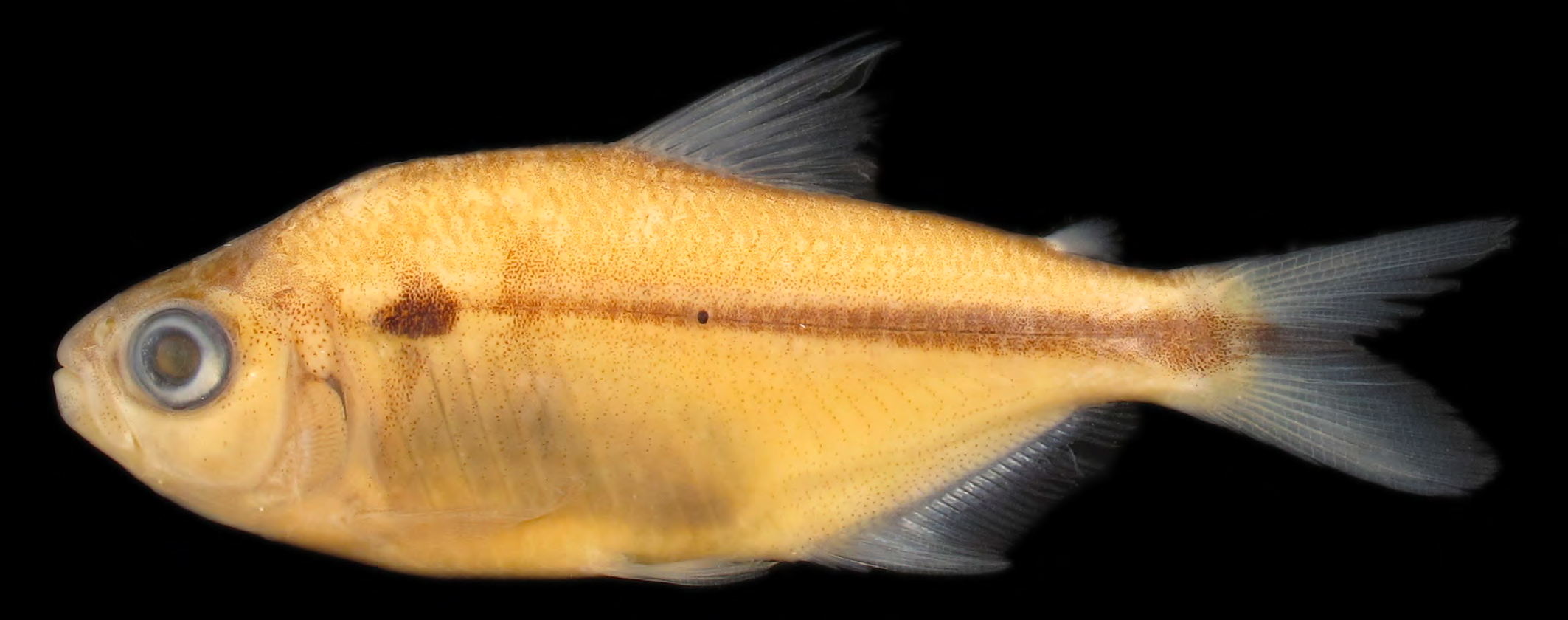
Espécime preservado de Astyanax argyrimarginatus, capturado na bacia do Rio Araguaia

Astyanax argyrimarginatus foi originalmente descrita na bacia do Rio Araguaia, no Brasil. Sua distribuição também inclui as bacias dos rios Tocantins e Xingu, nos estados brasileiros de Goiás e Mato Grosso. O Xingu é uma adição mais recente, de um estudo da distribuição geográfica da espécie em 2012. Geralmente, pode ser encontrada nas cabeceiras dos rios e em vários pequenos riachos.
Os rios Araguaia e Tocantins fazem parte de um único sistema fluvial, apesar de diferentes ecótipos. O Tocantins é relativamente claro, com corredeiras e cachoeiras; o Araguaia é lamacento e sinuoso. O Xingu é outro rio de águas claras e atravessa as áreas pedregosas da geopaisagem brasileira.
Pouco se sabe sobre a fisiologia e hábitos alimentares de A. argyrimarginatus. Outros membros do gênero são geralmente onívoros adaptáveis e não têm medo de material alóctone.

## Estado de conservação
Astyanax argyrimarginatus é considerada uma espécie de menor preocupação pela IUCN. Embora o seu habitat inclua alguns locais afetados pelo desenvolvimento humano e pela poluição, nenhuma ameaça tem importância direta para a população como um todo.
Um exemplo específico de habitat ameaçado para A. argyrimarginatus é o rio Xingu, que é objeto de diversos projetos de infraestrutura. Um projeto com impacto notável no Xingu como um todo é a barragem de Belo Monte, que alterou radicalmente o fluxo do rio durante a construção. A agricultura e a correspondente desflorestação também representam uma ameaça para a saúde da zona ribeirinha e não apenas para as águas. Por outro lado, grande parte do Xingu está contida no Parque Nacional e Reserva dos Povos Indígenas do Xingu, que foi criado como medida de proteção para diversas culturas indígenas e para a biodiversidade da região.